# Sorocea bonplandii
Sorocea es una especie de plantas con flor en la familia Moraceae. 

## Distribución
Se halla en el sudeste de Brasil, Paraguay y NEA de Argentina.

## Descripción
Es un arbolito dioico, inerme, de látex lechoso, hojas simples, coriáceas, alternas, obovadas elípticas, verdes brillants, persistentes, margen dentado-espinuloso, ápices punzantes. Ramas con lenticelas Inflorescencias estaminadas y pistiladas en racimos.

## Taxonomía
Sorocea bonplandii fue descrita por (Baill.) Burger, Lanj. & Wess.Boer  y publicado en Acta Botanica Neerlandica 11(4): 465–467, t. 12, f. 1. 1962.
Sinonimia
- Pseudosorocea bonplandii Baill.
- Sorocea ilicifolia f. laxiflora Hassl.
- Sorocea sylvicola Chodat
- Sorocea sylvicola var. caaguazuensis Chodat[2]

## Nombre común
- Castellanizado: Ñandypa mi